# Фонтан черепах
Фонта́н черепа́х (итал. Fontane delle Tartarughe) — фонтан в позднеренессансном стиле, расположенный в Риме на площади Маттеи (итал. Piazza Mattei). Создан между 1580 и 1588 годами по проекту архитектора Джакомо делла Порта скульптором Таддео Ландини.
Бронзовые черепашки, карабкающиеся на верхнюю чашу фонтана, добавлены значительно позже постройки фонтана — в 1658—1659 годах, при реконструкции фонтана, которая проводилась Бернини или Сакки.
Считается, что дельфины и черепахи символизируют античный девиз «Festina lente» (с лат. — «Поспешай медленно», любимое выражение императора Октавиана Августа. Похожую эмблему (дельфин, обвивающий якорь), иллюстрирующую это выражение, использовал знаменитый итальянский издатель Альд Мануций. Некоторые связывают фонтан с мифом о Юпитере и Ганимеде.
Фонтан черепах, как и другие ренессансные фонтаны, был создан с целью обеспечения населения города питьевой водой. Он вошёл в группу из восемнадцати фонтанов, сооружённых в Риме в XVI веке по указанию папы Григория XIII при реконструкции древнеримских акведуков.
Сооружение фонтана финансировалось богатой римской семьёй Маттеи, дворец которой находится по соседству. По легенде, великолепие только что сооружённого фонтана так поразило будущего тестя герцога Маттеи, что он тут же согласился выдать замуж свою дочь. После этого герцог решил замуровать окно дворца, из которого был такой прекрасный вид. И до сих пор одно из окон дворца замуровано. Однако в действительности нынешний дворец был построен значительно позднее сооружения фонтана.
Проект фонтана, созданный Джакомо делла Порта, повторял уже существовавшие композиции подобных фонтанов, с шаром внизу на пьедестале, от которого вода шла вверх и затем вытекала сверху в полигональную чашу. Но этот фонтан отличает великолепное оформление, которое было поручено исполнить молодому скульптору Таддео Ландини (1550—1596). Впервые в Риме фонтан украсили фигуры четырёх обнажённых юношей и восьми дельфинов. Фигуры первоначально планировалось изготовить из мрамора, но затем было решено сделать их бронзовыми, что обошлось дороже. Фигуры юношей исполнены в стиле маньеризма, позаимствованного у флорентийского фонтана Нептуна.

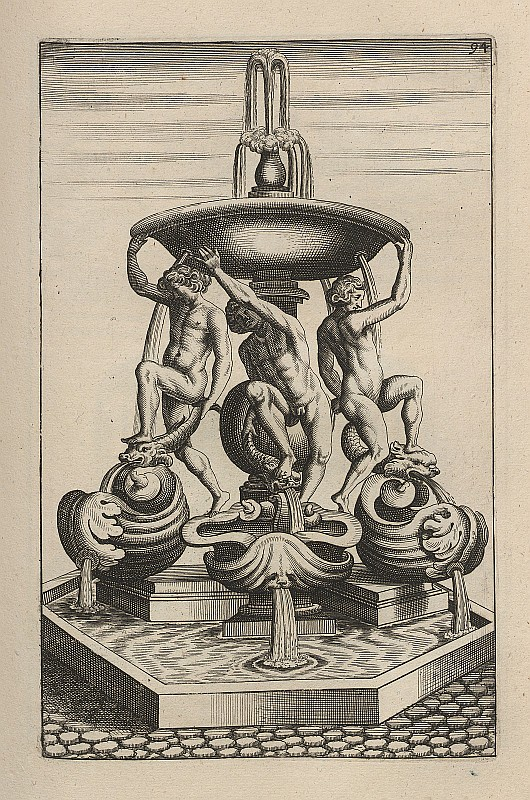
Гравюра с фонтаном, сделанная в 1664 году. На гравюре ещё нет черепах, которые были добавлены в 1658 или 1659 году.

Фонтан состоит из квадратного бассейна с шаром из африканского мрамора на постаменте в центре. Вокруг шара помещены четыре головки путти, из которых в бассейн течёт вода. На четырёх сторонах бассейна расположены мраморные раковины. Вокруг шара четыре бронзовых отдыхающих юноши закидывают одну ногу на головы бронзовых дельфинов, чтобы, придерживаясь за хвост дельфинов, дотянуться до верхней чаши с другими дельфинами. Вода льётся изо ртов дельфинов в раковины, а оттуда в нижний бассейн.
Вода в фонтан подавалась из акведука самотёком, но из-за небольшого перепада высот в этом месте её оказалось недостаточно. В связи с этим четыре из восьми фигур дельфинов были перенесены из этого фонтана в фонтан Fontana della Terrina на площади Кампо деи Фиори, а затем к церкви Санта-Мария-ин-Валичелла.
Первоначально фонтан называли фонтаном Маттеи (итал. Fontana delli Mattei или лат. Fons Mattheiorum). Он сразу стал весьма популярен. В 1588 году писатель Джироламо Ферруччи (итал. Girolamo Ferrucci) назвал его самым красивым и совершенным фонтаном Рима. Фонтан рисовали такие художники как Джованни Батиста Фальда (итал. Giovanni Battista Falda). В XVII веке фонтан часто ошибочно принимали за творение Рафаэля или Микеланджело.
С удалением четырёх дельфинов стало казаться, что поднятие рук бронзовых юношей неоправданно. Возможно, чтобы решить эту проблему и улучшить композицию, и были добавлены четыре бронзовые черепахи при реконструкции фонтана по указанию папы Александра VII. Время реконструкции (1658—1659 годы) указано на четырёх мраморных свитках по краям фонтана. Черепахи сделаны очень реалистично, возможно, по сделанным с настоящих черепах слепкам. После того, как в 1979 году одна из черепах была украдена, все фигурки черепах были заменены копиями.